# Ford Probe

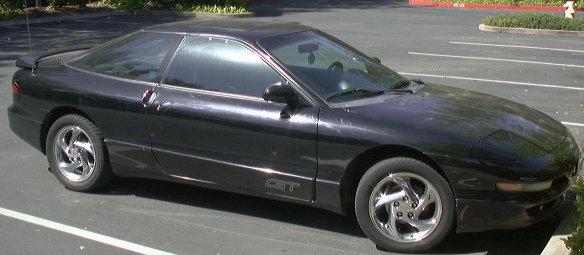
Ford Probe GT

Ford Probe je sportovní coupé (liftback) sestavené z dílů několika značek (motor – Mazda, alternátor – Mitsubishi).
První generace Fordu Probe byla uvedena v roce 1988 a vyráběla se do roku 1992, druhá generace se pak vyráběla v letech 1992–1997. Probe byl výsledkem spolupráce Fordu s dlouholetým japonským partnerem Mazdou a obě generace Probe byly odvozeny z platformy Mazda G s pohonem předních kol. která byla základem Mazdy Capella.
Model Probe měl zaplnit mezeru na trhu dříve obsazenou v Evropě Fordem Capri a měl být čtvrtou generací Fordu Mustang na severoamerickém trhu. Fanoušci Mustangu ale měli námitky proti konfiguraci s pohonem předních kol i proti japonskému inženýrství, takže Ford místo toho začal pracovat na novém designu pro Mustang a v březnu 1997 oznámil ukončení výroby.
| Technické údaje 1. generace | Technické údaje 1. generace | Technické údaje 1. generace | Technické údaje 1. generace |
| --------------------------- | --------------------------- | --------------------------- | --------------------------- |
| Motor                       | GL&´89LX                    | LX                          | GT                          |
| objem                       | 2,2 l                       | 3,0 l                       | 2,2 l                       |
| Výrobce motoru              | Mazda                       | Ford                        | Mazda                       |
| Počet válců                 | 4 l                         | 6 l                         | 4 l                         |
| Poháněná náprava            | Přední                      | Přední                      | Přední                      |
| Technické údaje 2. generace |                             |                             |                             |
| Motor                       | BASE & SE                   | BASE & SE                   | GT                          |
| Objem                       | 2,0 l                       | 2,0 l                       | 2,5 l                       |
| Výrobce motoru              | Mazda                       | Mazda                       | Mazda                       |
| Počet válců                 | 4                           | 4                           | 6                           |
| Poháněná náprava            | Přední                      | Přední                      | Přední                      |